# Acadèmia Romanesa
L'Acadèmia Romanesa (Academia Română, oficialment en romanès) és l'organisme oficial que vetlla per la cultura romanesa. Va ser fundat l'1 d'abril de 1866, amb la denominació de Societatea Literară Română (Societat Literària Romanesa). En 1867 esdevingué Societatea Academică Română (Societat Acadèmica Romanesa), i finalment, en 1879, Academia Română. D'acord amb els seus estatuts, el seu paper principal és el de conrear la llengua i literatura romanesa, establir la normativa ortogràfica de la llengua romanesa, estudiar la història nacional de Romania. Les seues publicacions amb més renom són Dicționarul limbii române ('Diccionari de la llengua romanesa'), Dicționarul explicativ al limbii române ('Diccionari explicatiu de la llengura romanesa'), Dicționarul general al literaturii române ('Diccionari general de la literatura romanesa'), Micul dicționar academic ('Petit diccionari acadèmic') i Tratatul de istoria românilor ('Tractat de la història dels romanesos'). L'Acadèmia compta amb 181 membres actius actualment.